# Kamei
Die KAMEI GmbH & Co. KG ist ein 1952 von Karl Meier in Wolfsburg gegründetes Unternehmen, das sich auf die Herstellung und den Vertrieb von Zubehörteilen für Personenkraftwagen spezialisiert hat. Der Unternehmensname (Firma) setzt sich aus den Anfangsbuchstaben des Unternehmensgründers Karl Meier zusammen. Heute stellt Kamei hauptsächlich Auto-Dachboxen sowie Kunststoffteile für Automobilhersteller und den Zubehörhandel her.
Für die Gestaltung und das Design der Dachboxen ist seit Jahren der Frankfurter Designer Armin Gnadt verantwortlich.

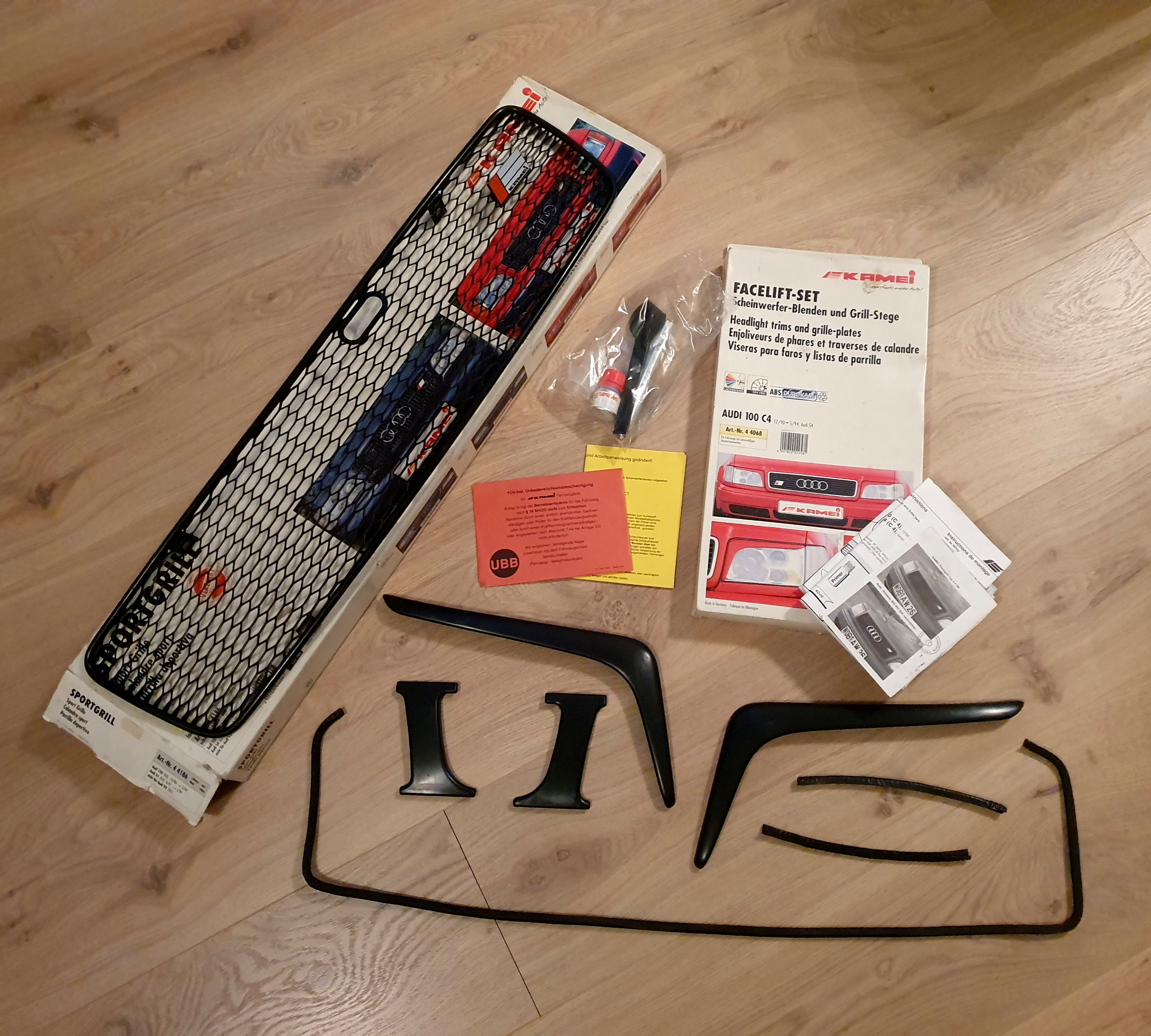
Produktsortiment für den Audi 100 C4 mit Facelift-Set und Sportgrill

Mitte August 2023 wurde bekannt, dass die KAMEI GmbH & Co. KG beim Amtsgericht Braunschweig einen Antrag auf Eröffnung des Insolvenzverfahrens eingereicht hat.
Mitte Januar 2024 hieß es, dass das Geschäft mit Dachboxen von Christoph Bülow und Klaus Uebler mit 23 Mitarbeitern übernommen wird. Beide sind Geschäftsführer der Uebler GmbH (80 Mitarbeiter) mit Sitz in Forchheim. Das in der Kamei Automotive GmbH zusammengefasste Geschäft mit Zubehör für Nutzfahrzeuge und Behördenfahrzeuge wird von der Gründerfamilie Meier weitergeführt.

## Geschichte und wichtige Entwicklungen

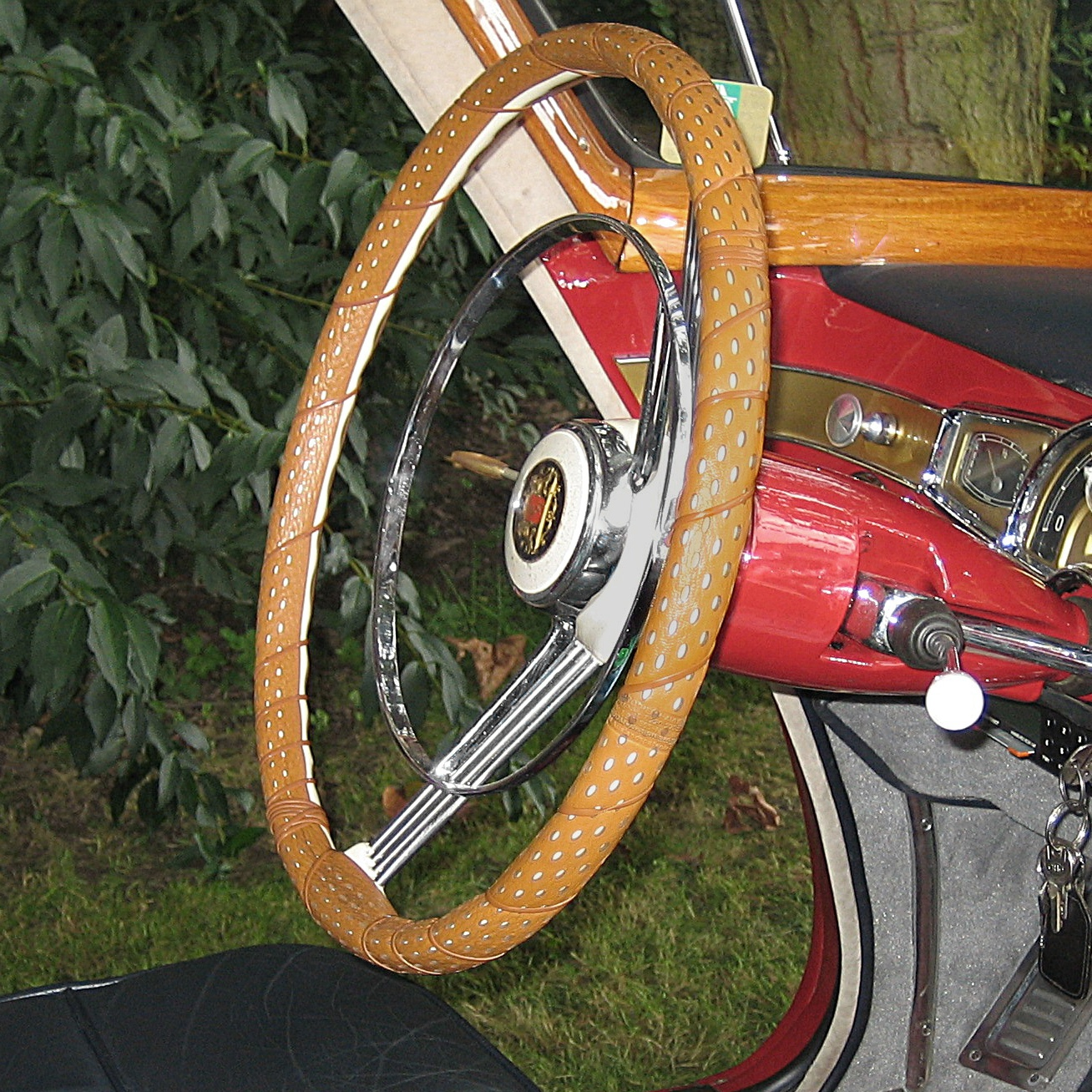
Avus Lenkradhülle

Schon in den 1950er Jahren stellte Kamei einige bahnbrechende Produkte vor. Anfangs konzentrierte sich das Angebot von Kamei auf Produkte zur Aufwertung des Innenraums des Volkswagen Käfers. Kamei präsentierte 1952 die ersten Sicherheits-Kopfstützen für Pkw. Sie waren eine Weiterentwicklung der zuvor angebotenen „Schlummerrollen“ und gehören heute zur Sicherheitsausstattung jedes Automobils.
1953 zeigte Karl Meier im Umfeld des Genfer Auto-Salons den ersten Spoiler für Straßenfahrzeuge. Es war ein Anbauteil für den VW Käfer, das statt der vorderen Stoßstange angebracht wurde und den Anpressdruck der Vorderachse des hecklastigen Käfers bei Geschwindigkeiten über 100 km/h erhöhte. Die Bezeichnung von Kamei für dieses Bauteil lautete „Tiefensteuer“. 1964 erfolgte die Markteinführung der lizenzierten AVUS-Lenkradhülle aus Porotherm, die insgesamt über 100 Millionen Mal weltweit verkauft wurde und damit heute noch die mit Abstand erfolgreichste Lenkradhülle der Welt ist.

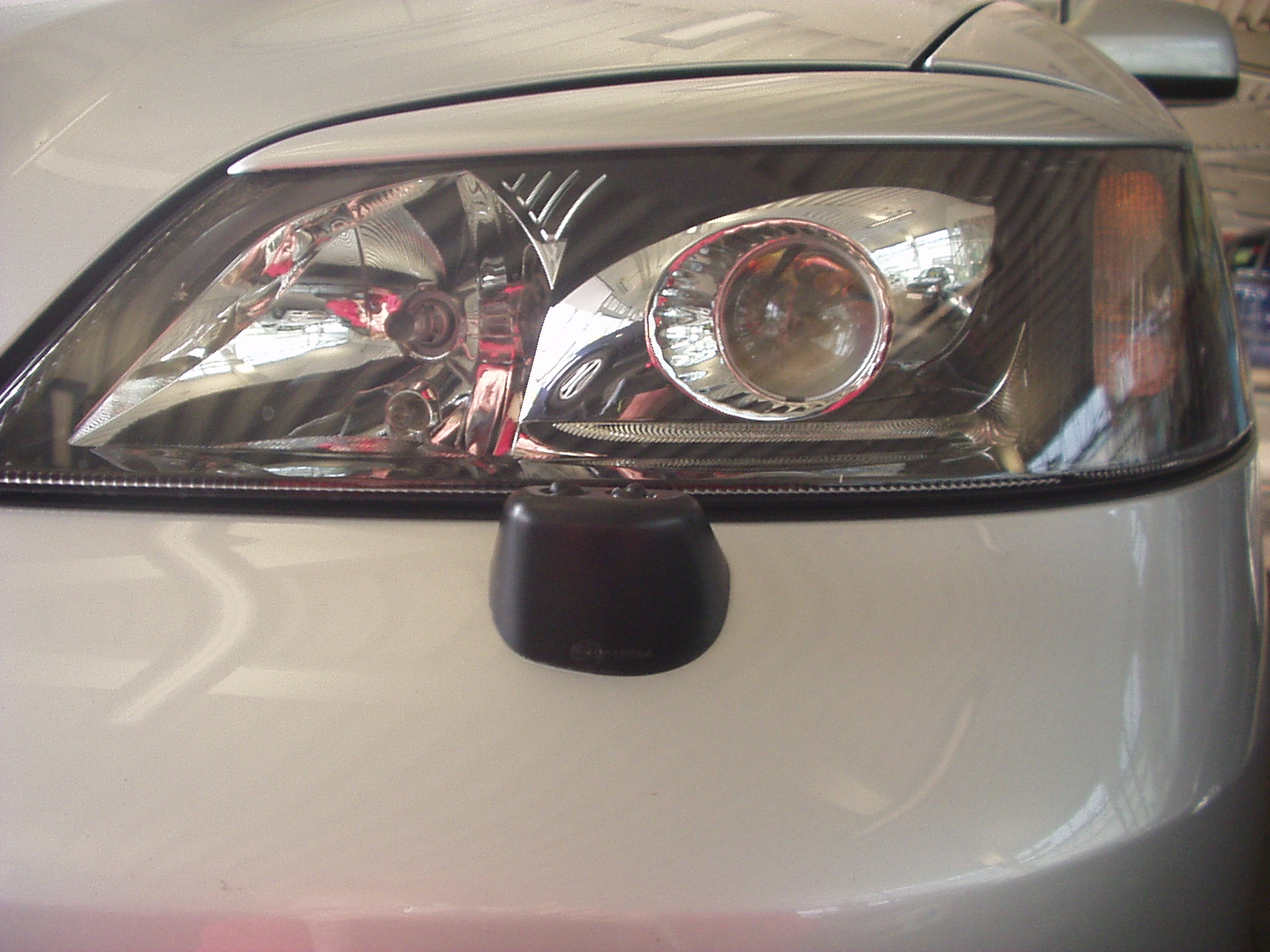
„Böser Blick“ Opel Astra G von Kamei

In den 1970er Jahren startete Kamei die Serienproduktion eines nachrüstbaren Frontspoilers für den VW Käfer. Grundlage hierfür war das 1953 erstmals in Genf vorgestellte Tiefensteuer.
Mit der Traveller Box begann 1988 die Einführung des Dachboxenprogramms von Kamei, das heute eines der Aushängeschilder des Unternehmens ist. Daneben wurden Anbauteile wie z. B. Fronthauben-Spoiler für den VW Golf I oder auch Scheinwerfer-Abdeckungen („böser Blick“) für verschiedene Fahrzeuge – mit ABE – angeboten.
1989 wurde die Tochtergesellschaft KAMEI Automotive GmbH gegründet, die sich auf die Herstellung von Dachaufsätzen, Konsolen und Betriebsmitteln für Sonder- und Behördenfahrzeuge spezialisiert hat. Ende der 1990er Jahre wurde der Kamei Beetster auf der IAA und der Essen Motorshow präsentiert: ein sportlicher, fahrfähiger Prototyp eines Fun-Cars auf Basis des VW New Beetle mit Überrollbügeln, Anbauteilen aus durchgefärbtem Durokam, Lederschalensitzen und spiegelglanz-veredelten BBS-Alurädern.
Kamei liefert seit 2006 für Mercedes-Benz Dachboxen im Design des Herstellers und seit 2009 Dachboxen sowie verschiedenste Karosserie-Anbauteile aus Kunststoff für die Volkswagen Zubehör GmbH.